# Guipry-Messac
Guipry-Messac község Franciaország Bretagne régiójában, Ille-et-Vilaine megyében. Új községként 2016. január 1-jén jött létre két korábbi község: Guipry és Messac egyesítésével. Lakosainak száma 7243 fő (2022. január 1.).

## Népesség
| Lakosok száma | 6847 | 6961 | 7034 | 7107 | 7181 | 7202 | 7243 |
|               | 2014 | 2017 | 2018 | 2019 | 2020 | 2021 | 2022 |